# Jordi Masip
Jordi Masip López, född 3 januari 1989 i  Sabadell, Barcelona, är en spansk fotbollsspelare som spelar som målvakt för La Liga-laget Real Valladolid.

## Klubbkarriär

### Barcelona
Masip flyttade till FC Barcelonas La Masia 2004, 15 år gammal. Han gjorde dock inte sin seniordebut för Barcelona, utan säsongen 2008–09 spelade gjorde han sin debut med det spanska laget UE Vilajuïga i spanska fjärde divisionen, dit han var utlånad.
Efter lånet återvände Masip till FC Barcelona B och var andra eller tredje målvakt under sina första år. Under säsongen 2014–15 flyttades han upp till första laget och var tredjemålvakt i storklubben efter Claudio Bravo och Marc-André ter Stegen.
Den 16 december 2014 gjorde Masip sin tävlingsdebut för A-laget, i en 8–1-hemmaseger mot SD Huesca på Camp Nou i Copa del Rey. Den 23 maj året därpå, i ligans sista omgång, fick han göra sin debut i La Liga, eftersom klubben redan hade utsetts till mästare. Laget släppte in två mål i andra halvlek i en 2–2-hemmamatch mot Deportivo de La Coruña.  

### Valladolid

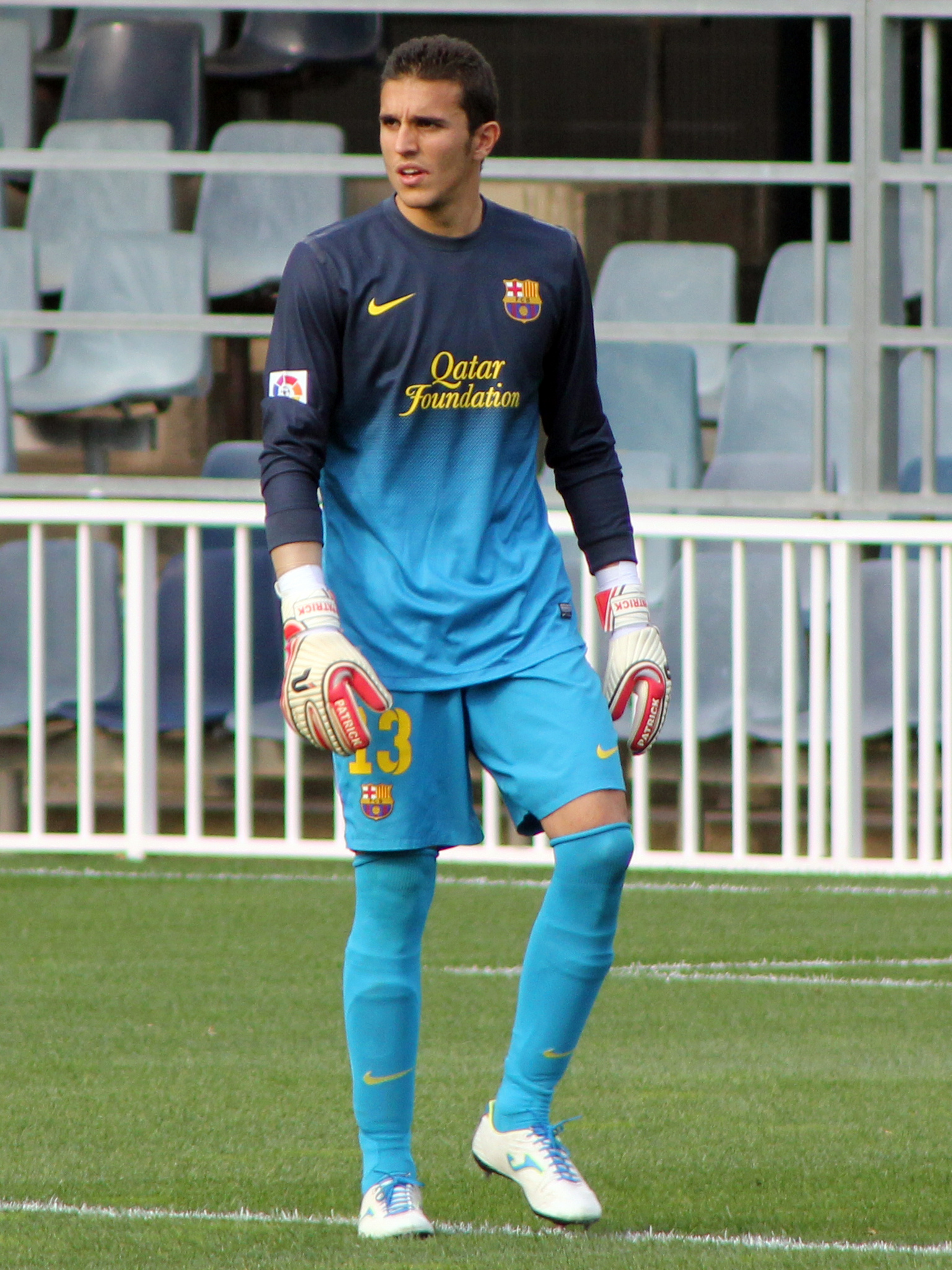
Masip med Barcelona B 2012.

Den 17 juli 2017 undertecknade han, som bosman, ett treårigt kontrakt med Real Valladolid. Han spelade varje minut av sin debutsäsong bortsett från de sista ögonblicken av play-offsegern mot CD Numancia, när lagets tränare Sergio González gav Masips back-up Isaac Becerra ett par minuters speltid när uppflyttning var säkrad.

## Meriter
- La Liga : 2014–15
- Copa del Rey : 2014–15, 2015–16
- Supercopa de España : 2016
- FIFA Club World Cup : 2015